# Ousseynou Thioune
Ousseynou Thiouné (Dakar, Senegal, 16 de noviembre de 1993) es un futbolista senegalés que juega como centrocampista en el Anorthosis Famagusta de la Primera División de Chipre.

## Trayectoria
Es un centrocampista formado en el Diambars de su país con el que jugaría hasta 2016, fecha en la que se marchó al Ittihad Tanger de Marruecos, donde militó durante tres temporadas. Thioune ha llegado a ser internacional con Senegal, disputando numerosos partidos en categorías inferiores y en la absoluta.
En enero de 2019 firmó hasta el final de la temporada, más dos opcionales, por el Nàstic de Tarragona que competía en la Segunda División de España.
Tras esos meses en España, se fue a Francia y en julio se unió al F. C. Sochaux-Montbéliard. En este equipo estuvo tres años antes de recalar en el Dijon F. C. O. Ahí permaneció una temporada y en julio de 2023 fichó por el Anorthosis Famagusta.

## Clubes
| Club                        | País      | Año       |
| --------------------------- | --------- | --------- |
| Diambars                    | Senegal   | 2009-2016 |
| Ittihad Tanger              | Marruecos | 2016-2018 |
| Club Gimnàstic de Tarragona | España    | 2019      |
| F. C. Sochaux-Montbéliard   | Francia   | 2019-2022 |
| Dijon F. C. O.              | Francia   | 2022-2023 |
| Anorthosis Famagusta        | Chipre    | 2023-     |

## Palmarés

### Títulos nacionales
| Título                      | Club           | País      | Año  |
| --------------------------- | -------------- | --------- | ---- |
| Liga de Fútbol de Marruecos | Ittihad Tanger | Marruecos | 2018 |